# Medovik
Il medovik (in russo медовик?) è un dolce diffuso in Russia e nei paesi dell'ex Unione Sovietica, i cui ingredienti principali sono il miele e il latte condensato.

## Caratteristiche
Si tratta di un dessert che richiede una lunga preparazione. È formato da strati di biscotto con ripieno cremoso, e ricoperto di noci. Di consistenza morbida, ha un gusto di zucchero caramellato.
Prima di essere consumato, il medovik deve inoltre riposare in frigo per una notte intera. 

## Storia
Stando alla tradizione la ricetta sarebbe stata creata nel XVIII secolo da un giovane chef desideroso di impressionare l'imperatrice Elisabetta. Va però detto che esistono pochi riferimenti al medovik anteriori al XX secolo e che la moderna versione del dolce si diffuse solo in epoca sovietica.